# Donjon van Colombières-sur-Orb
De Donjon van Colombières-sur-Orb (Frans: Donjon de Colombières-sur-Orb) is een donjon in de Franse gemeente Colombières-sur-Orb. Het bouwwerk is een beschermd historisch monument sinds 1939.